# ایالت اکوا ایبوم
ایالت اکوا ایبوم (به لاتین: Akwa Ibom State) یک ایالت در نیجریه است که در جنوب‌شرقی این کشور واقع شده‌است.

## خصوصیات
ایالت اکوا ایبوم ۷٬۰۸۱ کیلومترمربع مساحت و ۲٬۳۵۹٬۷۳۶ نفر جمعیت دارد.